# Buccolaimus grahami
Buccolaimus grahami är en rundmaskart som beskrevs av Allgen 1959. Buccolaimus grahami ingår i släktet Buccolaimus och familjen Sphaerolaimidae. Inga underarter finns listade i Catalogue of Life.